# スクウェアダンス

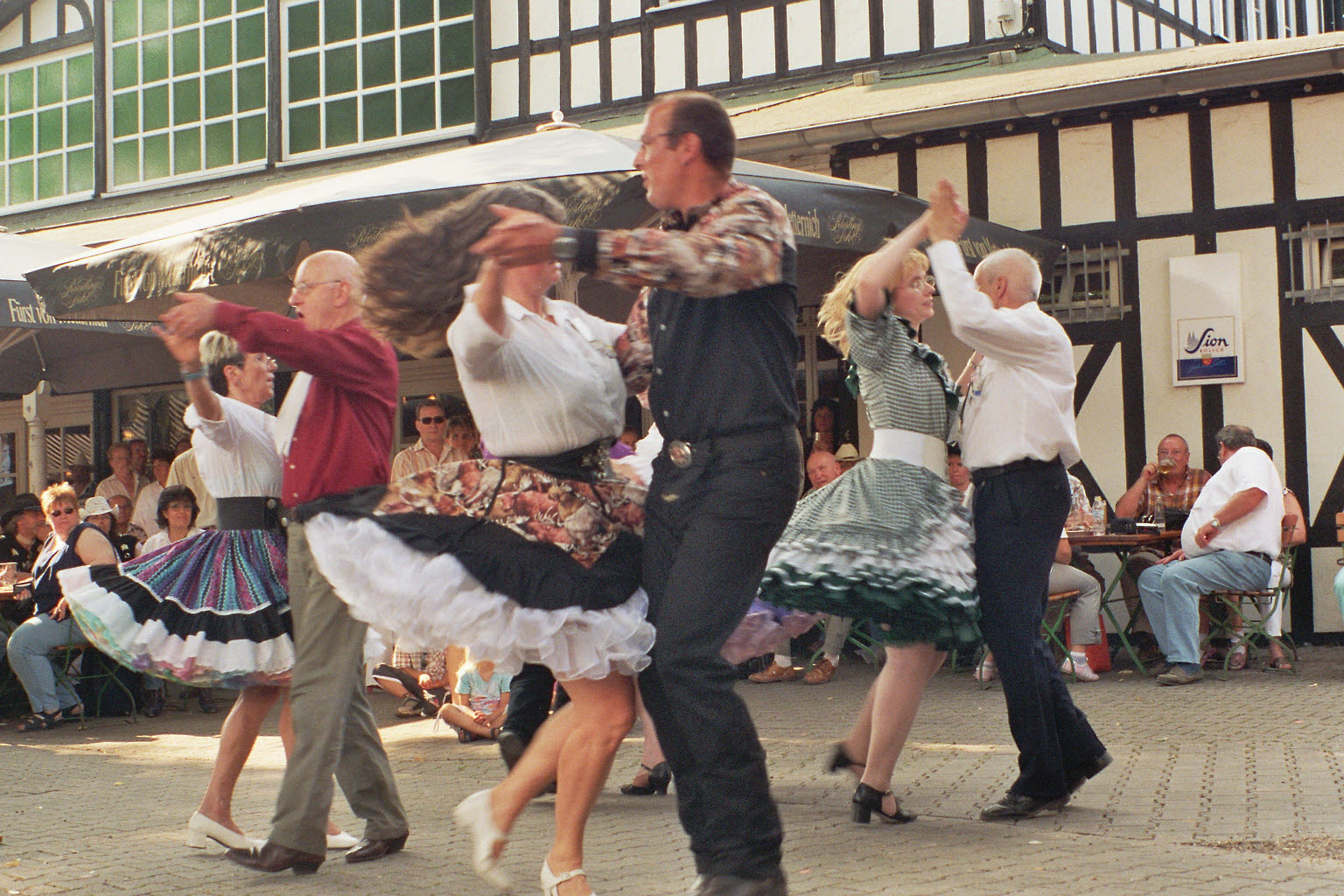
スクウェアダンス

スクウェアダンス (square dance) は、4組のカップルが1セットになって、コーラー (Caller) の指示に従って踊るダンス。
発祥はアメリカ合衆国。イギリスのコントルダンスや、フランスのカドリールなどの流れを汲んでいると考えられる。アメリカ合衆国各地で踊られていた各地のスクウェアダンスが、第二次大戦後を通じてに交流し合い、モダンスクウェアダンスとして統一された。今では世界各地で踊られている。
スクウェアダンスで使う音楽は、伝統的にはカントリーやブルーグラスであった。近年はポップスなども使われている。これらの音楽に合わせて、コーラーが動作を指示し、ダンサーは指示に従ってセットの中で調和を取って踊る。
スクウェアダンスではいくつかの基本的な動作（コール）を覚える必要があるが、特殊なポーズやすばやい動きなどの身体的な訓練は必要としない。ダンサーは普通に歩くことができれば、スクウェアダンスを踊ることができる。従って、ダンサーの年齢、性別、体型、大きさなどの制約が少ない。また、セットのメンバーは固定的なものではなく、動作（コール）を習得したダンサーであれば、初対面のメンバー同士でも踊ることができる。

## コールとプログラム
スクウェアダンスは、使う動作（コール）の種類（数）によって、ベーシック(通称:B 以下同様)、メインストリーム(MS)、プラス(P)、アドバンス(A1, A2)、チャレンジ(C1, C2, C3a, C3b, C4)というプログラムに分かれている。各プログラムで使う動作は、CallerLab という組織によって決められている。
スクウェアダンスの面白さは、基本動作（コール）は決められているが、その動作（コール）の順序が決められていないことにある。動作（コール）の順序は、コーラーがコールのたびに指示するものであり、あらかじめ決められてはいないので、ダンサーは毎回違ったダンスを期待することができる。コーラーは動作（コール）の組み合わせ方を工夫して、スムーズかつ意外性のある動きを作り出すことによって、ダンサーを楽しませる。
コーラーがスクウェアダンスで果たす役割は非常に大きく、コーラーの力で、ダンサーの満足度が大きく違ってくる。ダンス人口の多いアメリカ合衆国ではプロのコーラーが多数いるが、プロのダンサーは存在しない。競技会 (competition) は存在しないが、各種の大会 (convention) やパーティーは数多く開かれており、大規模なものでは数万人規模にもなる。日本で行われるスクウェアダンスの大会のことをジャンボリーと呼ぶ場合もある。

## ダンスの構成
ダンスはチップ (tip) という単位で行われている。一つのチップでは「ホーダウン」や「ハッシュ」と呼ばれる形式のコールと「シンギング」と呼ばれる形式のコールを行う。チャレンジプログラムでは「シンギング」が省略されることが多い。
ダンサーは男性が左・女性が右に立ち男性の右手と女性の左手を繋いだカップルを4つ作り、それぞれ90度ずつ角度を変えて正方形を作り、全員がその正方形の内側を向いて立つ。この状態をStatic Squareという。
Static Squareの状態からコーラーの指示に従って動作し続けると、8人全員が元のStatic Squareの位置に戻る。Static Squareから動作し元のStatic Squareに戻るまでを1 Sequenceという。このSequenceをいくつか集めたものを「ホーダウン」や「ハッシュ」という。
これに対し「シンギング」では、Static Squareの状態からコーラーの指示に従って動作し続けると女性だけが反時計回りに1つずれた位置のStatic Squareに戻ってしまう動作を4回含める。これにより、コーラーが1曲歌う間にダンサーは一回ずつ全員をパートナーにして動作する時間がある。曲が終わるときはオリジナルのパートナーに戻るようになっている。「シンギング」に用いる曲は
- Opener
- Fig 1
- Fig 2
- Middle Break
- Fig 3
- Fig 4
- Closer

の7パートに分かれており、おのおのパートが16小節ずつという構成になっている。上記7パートのうちFig 1 - Fig 4の4つが女性が反時計回りに1つずつずれて戻るようなSequenceになっている
スクウェアダンスの合間にラウンドダンスが踊られる、チャレンジプログラムを中心としたパーティーやコンベンションでは省略される場合が多い。

## 日本におけるスクウェアダンス
明治19年に東京女子師範学校（お茶の水女子大学の前身）で講習会が開かれた。　当時は「方舞」と呼ばれ、学校教育の中に取り入れられ戦前まで踊られていた。特に女子体育の教材として活用され運動会等を盛り上げた。音源はレコードなど無い時代なのでピアノやバイオリン等を用い、運動会等では軍楽隊の演奏でも踊られた。
その後、第二次大戦後の連合軍占領下時代に、一般国民の意識改革と親米を図るためにGHQに設けられた民間情報教育局（CIE）の教官として、1946年6月長崎に赴任したウィンフィールド・ニブロが主導し日本統治戦略の一手段として普及に努めた。長崎県佐世保市のハウステンボスにはニブロの記念碑があり、「ウィンフィールド・P・ニブロ記念/佐世保ハウステンボス・フォークダンスフェスティバル」が開催されたこともある。
日本の各地にクラブがありスクウェアダンスが踊られている。そのうちメインストリームプログラムを中心して踊っているクラブが集まり、各都道府県別に連絡協議会を設けパーティーの日程調整や相互交流を図っている。さらにスクウェアダンスの普及振興を目的として日本スクエアダンス協会（通称：S協）があり、社団法人日本フォークダンス連盟と連携し活動している。
日本ではコーラー、ダンサーの服装は基本的にウェスタンとなる。男性は切り返しの付いたウェスタンシャツに金属の襟飾りやスカーフを使用し、女性はパニエとパラシュートスカートが多い。チャレンジプログラムのパーティーでは服装を自由としているものが多い。

## スクウェアダンスのプログラム
動作（コール）やコールに対する修飾子であるコンセプトの数によってプログラムに分かれている。通常パーティーやConvention（コンベンション）ではどのプログラムで開催されるかがあらかじめ開示され、ダンサーは自分の踊りたいプログラムを開催しているパーティーやコンベンションに参加する。

### BASIC Program
BASIC Program(通称:ベーシック)は基本的な動作を中心に、53個のコールで構成される。

### Mainstream Program
Mainstream Program（通称:エムエス）はBASIC Programに加えて、16個のコールを加えたプログラムである。合計69個のコールで構成される。このプログラムで開催されるパーティーやコンベンションが多い。

### Plus Program
Plus Program(通称:プラス)は、Mainstream Programに加えて、31個のコールを加えたプログラムである。
Plus Programは100個のコールで構成される。

### Advanced Program
Advanced Program（通称:アドバンス）は、A-1とA-2の2つに分かれている。通常アドバンスと表現される場合はA-1とA-2をあわせたものを指す。Basic・Mainstream・Plusの各プログラムとあわせて合計182個のコールと3つのコンセプトで構成される。
A-1
Plus Programに加えて47個のコールと1つのコンセプトからなるプログラムである。日本においては、A-1プログラムのみのパーティーやコンベンションはほとんどない。
A-2
A-1プログラムに加えて35個のコールと2つのコンセプトからなるプログラムである。

### Challenge Program
チャレンジプログラム (通称:チャレンジ)は、大量のコールとコンセプトが含まれるため、さらに細分化されている。
BASIC Challenge Program
ベーシックチャレンジプログラムを参照。
Extended Challenge Program
Extended Challenge Programを参照。
Advanced Challenge Program-A
Advanced Challenge Program-A（通称:C3A）は、以下のような特徴がある。また2004年10月26日現在でCallerLab でこのプログラムに含まれるコールやコンセプトの定義が公開されている最上位のプログラムでもある。
- Split Phantom (Waves/Lines/Columns) Concept を導入し、合計8人のPhantomダンサーを加えた動作をする。
- Meta Conceptが導入される。
- Initially ConceptやFinally Conceptなどコールをパートに分割して動作するコンセプトが導入される。

Advanced Challenge Program-B
Advanced Challenge Program-b（通称:C3B）は、2004年10月26日現在でCallerLab ではこのプログラムに含まれるコールやコンセプトの定義が公開されていない。
Star Challenge Program
Star Challenge Program（通称:C4）は、2004年10月26日現在でCallerLab ではこのProgramに含まれるCallやConceptの定義が公開されていない。新しく作られたコールやコンセプトはとりあえずC4に分類される。また、時代に合わなくなりCallerLab のProgram ListからはずされたCallやConceptもC4に分類される。